# 小行星6303
小行星6303（英語：6303）是一颗围绕太阳公转的小行星。1989年3月12日，上田清二、金田宏在钏路市发现了此天体。
这颗小行星的绝对星等为223.95038等。